# Budki (powiat olecki)
Budki (niem. Buttken) – osada w Polsce, położona w województwie warmińsko-mazurskim, w powiecie oleckim, w gminie Kowale Oleckie.
W latach 1975–1998 miejscowość należała administracyjnie do województwa suwalskiego.

## Nazwa
Nazwa miejscowości pochodzi prawdopodobnie od pruskiego imienia Buteko albo Butko. Jednakże musiałaby ta nazwa geograficzna funkcjonować od dłuższego czasu i wydzielenie majątku w 1873 r. musiałoby nastąpić przy od dawna funkcjonującej nazwie Budki.
12 listopada 1946 r. nadano miejscowości polską nazwę Budki.

## Historia
Miejscowość jako samodzielna jednostka administracyjna powstała w 1873 roku (uznana za odrębną jednostkę administracyjną - Gutsbezirk), w wyniku podziału majątku ziemskiego, istniejącego już w XVIII wieku. Majątek ten w wyniku podziałów rodzinnych został odłączony od Białej Oleckiej i dlatego obok nazwy Butki, Buttken nazywany był też Neu Bialla.
W 1933 r. w miejscowości mieszkały 272 osoby, a w 1939 r. – 280 osób. W 1938 r. w Budkach, razem z Drozdowem i folwarkiem Winkowem, znanym też pod nazwą Nowe Drozdowo (niem. Salzwedel), mieszkały 272 osoby. W miejscowości działała w tym czasie jednoklasowa szkoła, do której w 1935 r. uczęszczało 29 uczniów.
W 1935 roku szkoła w Budkach zatrudniała jednego nauczyciela, uczęszczało do niej w tym czasie 20 w klasach 1-4 i dziewięcioro dzieci w klasach 5-8.
Na niemieckiej mapie z początku XX w. osada składała się z jednego gospodarstwa składającego się z trzech budynków i sadu oraz trzech budynków wzdłuż drogi, ze wskazaniem, że zamieszkiwana jest miejscowość przez 77 osób.
Obecnie (początek XXI wieku) w miejscowości brak zabudowy.